# Simon Poulsen (fodboldspiller)
 For alternative betydninger, se Simon Poulsen. (Se også artikler, som begynder med Simon Poulsen)
Simon Busk Poulsen (født 7. oktober 1984) er en dansk professionel fodboldspiller, der spiller for den danske klub SønderjyskE. Han er enten venstre back eller midtbanespiller og var i 2009 hos AZ Alkmaar med til at vinde det hollandske mesterskab. Han er opvokset i Ulkebøl, Sønderborg.

## Klubkarriere
Poulsen har tidligere haft kontrakt med SønderjyskE, og FC Midtjylland. Hans træner fra tiden i sidstnævnte, Erik Rasmussen, har kaldt Simon Poulsen et af de største talenter i dansk fodbold.
Den 16. januar 2014 blev Poulsen og Sampdoria enige om en gensidig ophævelse af hans kontrakt. Få dage senere blev han enig med AZ Alkmaar om en kontrakt.

## Landsholdskarriere
Han blev den 14. maj 2007 udtaget til det danske landshold for første gang, men debuterede først i venskabskampen mod Tyskland i Duisburg samme år.
I sin kun sjette A-landskamp for Danmark fik Simon Poulsen en hovedrolle, da han i en VM-kamp mod Holland var involveret i det selvmål, der førte til Hollands 1-0 føring. Daniel Agger blev dog noteret for selvmålet.

## Titler
Æresdivisionen
- 2009 med AZ Alkmaar